# Саратовская табачная фабрика
Саратовская табачная фабрика (БАТ-СТФ) — одно из старейших и крупнейших предприятий табачной промышленности в России, просуществовавшее с 1828 по 2019 год. Принадлежала компании British American Tobacco с 1994 года.

## История
Братья Кондратий и Михаил Штаф основали табачную фабрику в Саратове в 1828 году. Изначально фабрика была рассчитана на удовлетворение потребностей располагавшегося в Саратове гусарского полка. В связи с этим и табачная продукция была дорогой и хорошего качества. Однако буквально через несколько лет гусарский полк из Саратова был переведён, и у фабрики возникли проблемы со сбытом. Дорогая продукция фабрики не пользовалась спросом местного населения.
Проблема была решена за счёт использования местного сырья. В начале XIX века такая отрасль сельского хозяйства как выращивание табака в Поволжье отсутствовала. Фактически начинателями табаководства и выступили братья Штаф: из импортных семян изначально был засажен табаком небольшой участок. В течение нескольких лет количество семян было значительно увеличено, что позволило засадить небольшую плантацию. А уже к середине 1830-х годов поволжские земли полностью покрывали потребности местной табачной промышленности в сырье.
Во второй половине XIX века предприятие переезжает в новое здание на улицу Дворянскую, где находится по сей день.
Со временем конкуренция на рынке табака усилилась. К 1880 году в Саратове насчитывается 13 табачных фабрик. Но действительно сильным конкурентом можно было считать фабрику купца Зельмана Яковлевича Левковича, открытую в 1879 году. Однако введённый акцизный закон быстро привёл к несостоятельности 11 из 13 саратовских табачных фабрик, сохранились лишь предприятия Штафа и Левковича.
Дальнейшая конкуренция приводит к тому, что фабрика Штафа становится убыточной и её приобретает конкурент в 1915 году. С этого момента Левкович остаётся единственным производителем табака и табачных изделий в Саратове. Его компания объединяла 2 фабрики: Штафа и его собственную на углу Астраханской и Цыганской улиц. Общее число рабочих на предприятиях Левковича достигало 600 человек, что по меркам того времени делало компанию одной из крупнейших в городе (например, сопоставимым числом сотрудников располагали фабрики «мучных королей» Шмидтов).
Благополучие предприятия и его собственника закончилось в 1918 году, когда фабрики Левковича были национализированы. Вскоре фабрика на Астраханской улице была переделана под общежитие, а по прямому назначению работала старая фабрика. В годы НЭПа на фабрике был произведён капитальный ремонт всех строений фабрики. Производственные же процессы с дореволюционных времён практически не менялись как номенклатура продукции. Как и прежде фабрика производила махорку, нюхательный и курительный табак.
Изменения пришли на предприятие с началом Великой Отечественной войны. В Саратов из Ленинграда было эвакуировано производство папирос марок «Беломор», «Казбек», «Катюша», «Север», «Любительские». Производство папирос было продолжено и после окончания войны.
В 1954 году оборудование расформированной Горьковской табачной фабрики было перевезено в Саратов.
В 1956 году на Саратовской табачной фабрике было налажено производство сигарет марок «Новые», «Южные», «Памир».
В 1993 году фабрика была приватизирована и акционирована.
В 1994 году фабрику приобретает «British American Tobacco». Новый собственник произвёл модернизацию производства и начал выпуск собственных марок сигарет. Мощности фабрики составляют 45 млрд сигарет в год.
В 2012 году объём производства составил 40,2 млрд сигарет.
В 2018 году на официальном сайте «БАТ Россия» было объявлено о прекращении в 2019 году производственной деятельности Саратовской фабрики. Сотрудникам закрывающейся фабрики руководство «БАТ Россия» предложило работу на предприятиях компании в Санкт-Петербурге и в Восточной Европе.

## Фотографии

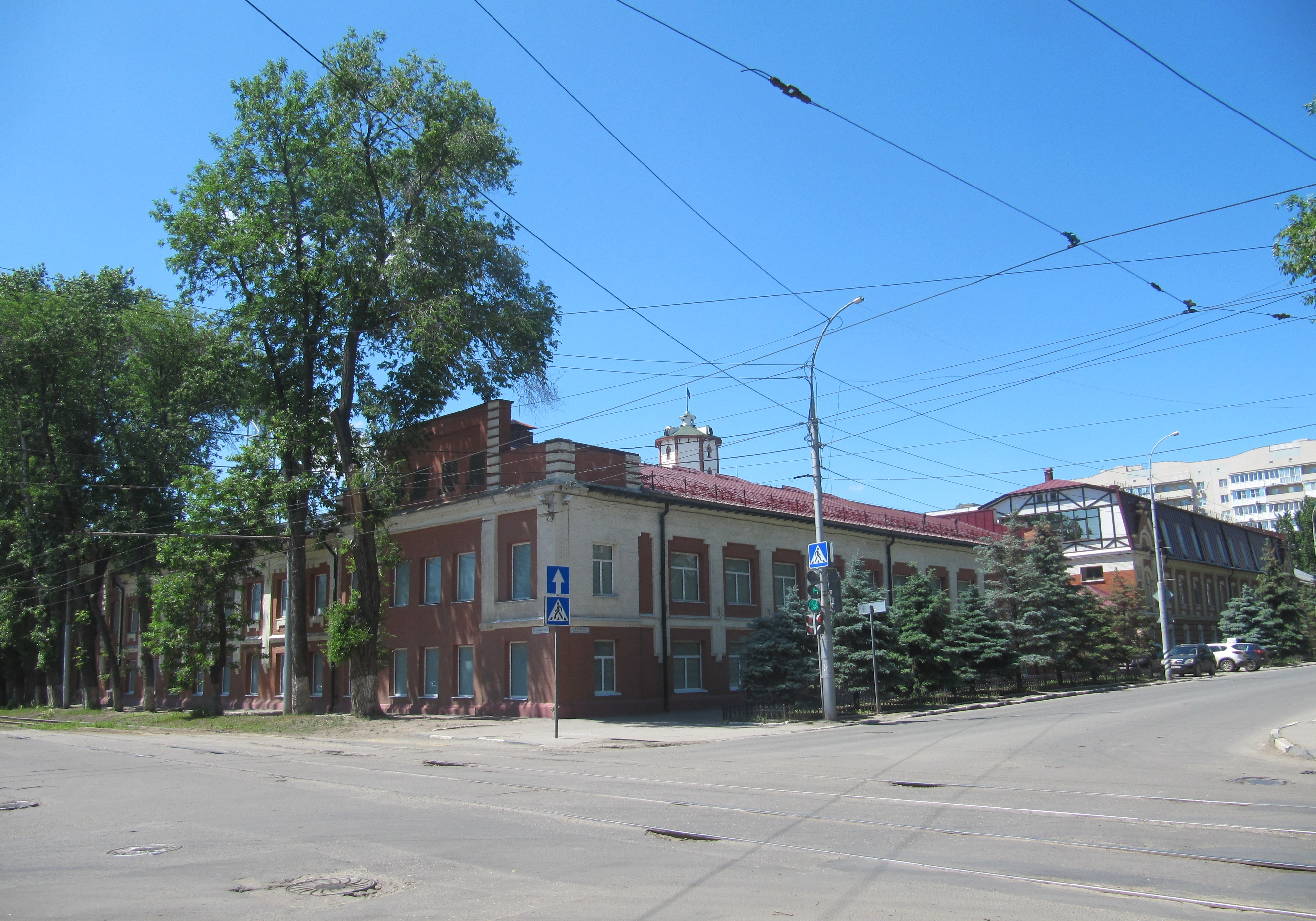
Производственный корпус
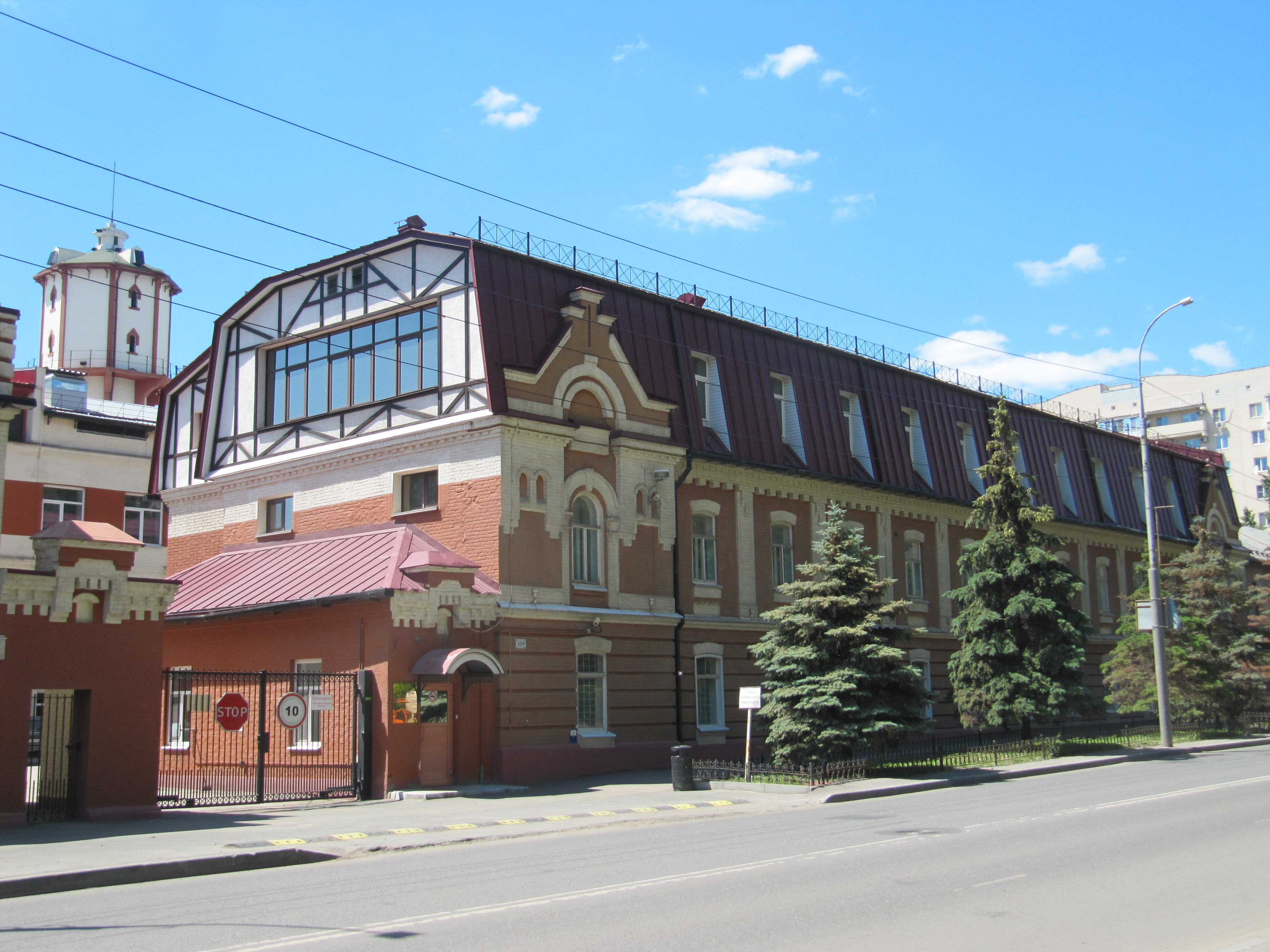
Административный корпус
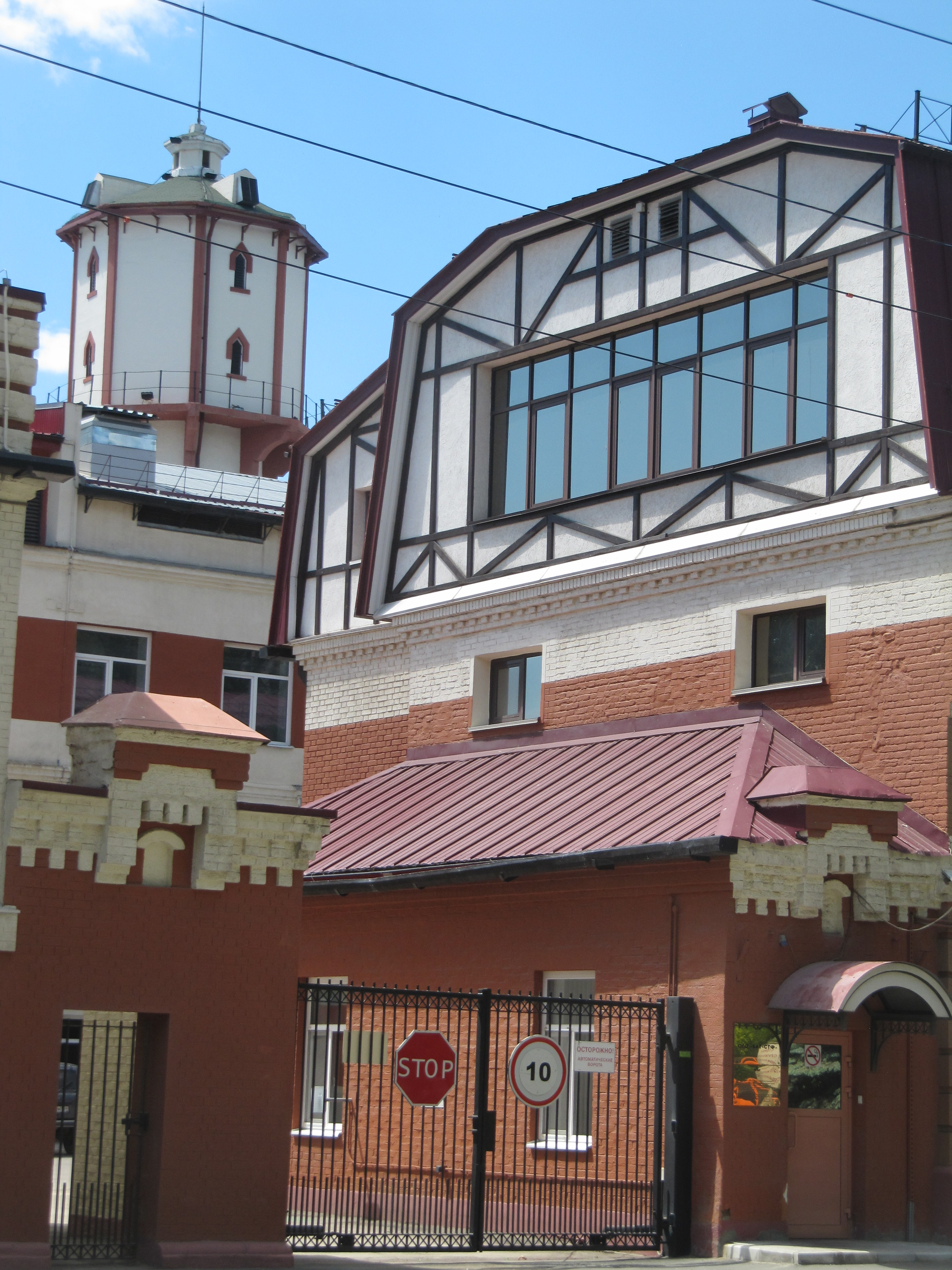
Водонапорная башня и ворота